# Marilyn Gaston
Marilyn Hughes Gaston (nascuda el 1939) és una metgessa i investigadora. Va ser la primera dona negra a dirigir l' Oficina d'Atenció Primària de Salut de l' Administració de Recursos i Serveis Sanitaris dels EUA. És famosa sobretot pel seu treball d'estudi de la malaltia de cèl·lules falciformes (SCD).

## Primers anys de vida
Marilyn Hughes Gaston va néixer el 1939 a Cincinnati, Ohio. Gaston es va graduar per primera vegada a la Universitat de Miami el 1960 abans de graduar-se a la facultat de medicina a la Universitat de Cincinnati College of Medicine el 1964, on després va seguir el seu camí en medicina pediàtrica. Era l'única filla de sis gremans, i l'única afroamericana de la seva promoció. Va acabar les seves pràctiques a l'Hospital General de Filadèlfia i va completar els seus anys de residència en medicina pediàtrica al Children's Hospital Medical Center. Durant els anys d'infància de Gaston, la mala situació financera de la seva família va desanimar els seus esforços per convertir-se en metge. Malgrat això, Gaston mai no va permetre que el fet que fos negra, pobra i dona li impedís seguir els seus somnis de ser metgessa.

## Vida familiar i personal
Mentre creixia a Cincinnati, Ohio, va viure en un apartament de tres habitacions en els projectes d'habitatge públic amb el seu germanastres petit i gran. Aconseguir diners era molt complicat i mol justos per proporcionar recursos a tota la família. El pare de Gaston, Myron Hughes, treballava com a cambrer mentre que la seva mare, Dorothy Hughes, era secretària mèdica. Tot i que la seva família no tenia el que tindria una família normal, Gaston volia mostrar en públic que la seva infància estava plena de rialles i amor. Va rebre poc estímul per seguir els seus somnis de convertir-se en metgessa perquè seria una oportunitat difícil d'aprofitar, ja que la seva família no podria donar-li suport econòmicament durant els estudis de medicina. Un dels principals motius pels quals Gaston volia convertir-se en metge era perquè la seva mare Dorothy Hughes patia càncer de coll uterí sense accés a una assegurança mèdica. La pobresa de la seva família va inspirar a Gaston a comprometre's amb la salut pública.
Gaston també va treballar per oferir una atenció sanitària assequible a les famílies empobrides i va ser la primera dona negra a dirigir una oficina de serveis de salut pública (Oficina d'Atenció Primària de Salut a l'Administració de Recursos i Serveis de Salut dels EUA) de l'Administració de Recursos i Serveis de Salut (HRSA). Mitjançant aquest programa, amb només un pressupost de 5 milions de dòlars, va poder oferir a les famílies empobrides l'oportunitat de tenir accés a treballadors mèdics, subministraments mèdics i les instal·lacions que un nord-americà mitjà té garantides. El programa també va concedir atenció mèdica a persones grans, dones embarassades i nous immigrants.
Gaston va rebre molts premis al llarg de la seva vida, inclòs el premi a l'èxit de tota una vida de l' Associació Mèdica Nacional (NMA), tots els premis honorífics atorgats pel Servei de Salut Pública, i fins i tot el dia de Marilyn Hughes Gaston se celebra cada any a Cincinnati i Lincoln Heights, Ohio.

## Treball sobre la malaltia de cèl·lules falciformes (SCD)
Mentre completava les seves pràctiques a l'Hospital General de Filadèlfia, va trobar el seu interès a estudiar més sobre la malaltia de cèl·lules falciformes quan un nadó va ser ingressat a la sala d'urgències. Aquest nen tenia una mà molt inflada i no s'hi havia detectat cap trauma. A Gaston se li va dir que fes una anàlisi de sang per comprovar si hi havia anèmia de cèl·lules falciformes i, efectivament, el nadó patia una infecció de cèl·lules falciformes. La idea de fer una anàlisi de sang per a la malaltia de cèl·lules falciformes mai no se li havia acudit, així que es va comprometre a aprendre tot el que pogués sobre aquesta malaltia treballant amb els Instituts Nacionals de Salut. Mentre continuava amb el seu estudi, va descobrir l'any 1986 un tractament mèdic revolucionari que canviaria la vida dels nadons que pateixen aquesta malaltia. Va trobar del seu estudi que els nens s'han de fer proves per veure si tenen aquesta malaltia durant els seus primer mesos de vida, perquè si el nen dona positiu, quan arribi als quatre mesos d'edat haurà de començar una teràpia profilàctica tot prenent penicil·lina administrada per via oral. Prenent penicil·lina demostra que pot prevenir la infecció sèptica. Això va donar lloc a una legislació del Congrés per a les proves primerenques de SCD, de manera que el tractament pot començar immediatament.